# Parti agraire et paysan français
 (mars 2018).
Le Parti agraire et paysan français, fondé en 1927, est un ancien parti corporatiste d'agriculteurs dans les années 1930, fondé par Fleurant Agricola (de son vrai nom, Gabriel Fleurant(d), ancien professeur de collège), président de l'Union des paysans de l'Oise, et proposant une politique populiste de droite. Il se dote d'un organe, La Voix de la terre, qui affiche des convictions corporatistes et « apolitiques » en 1929 : « Le blé, le lait, le vin, le bétail, la charrue n'ont pas d'opinion politique » lit-on dans le périodique.
Il rejoint en 1934 le Front paysan, dirigé dès lors par Henri Dorgères et ses Comités de défense paysanne, Fleurant Agricola et Jacques Le Roy Ladurie, secrétaire général de l'Union nationale des syndicats agricoles.

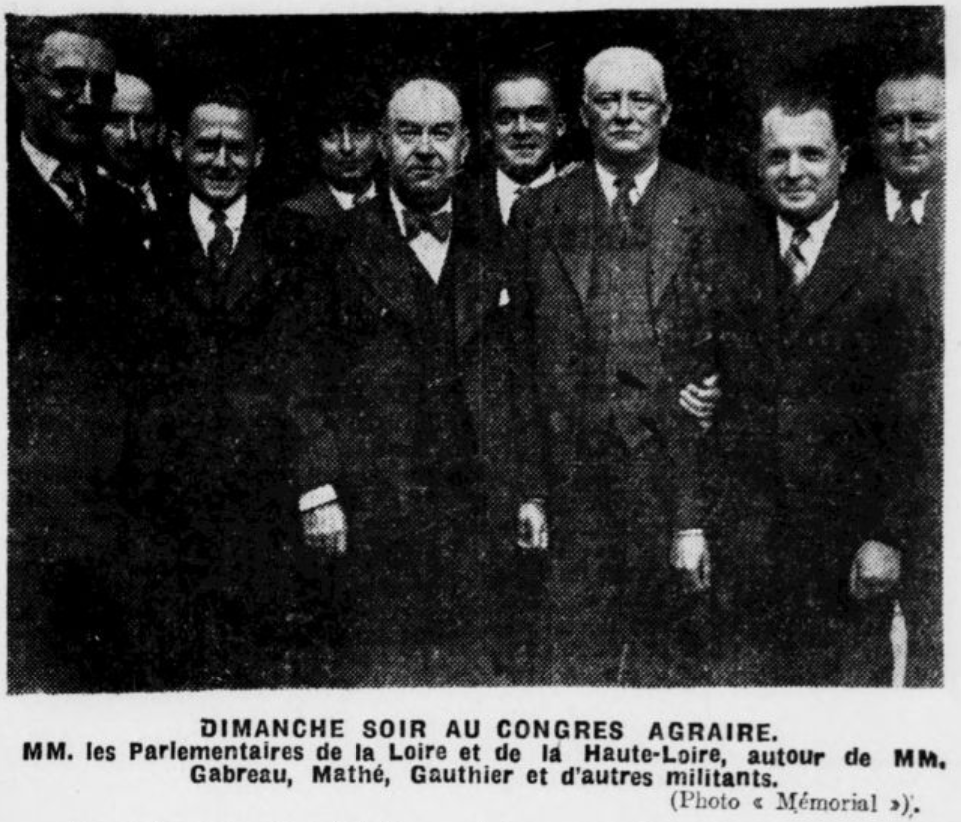
Meeting du Parti agraire et paysan dans Le Mémorial de la Loire et de la Haute-Loire du 19 octobre 1936.

Des désaccords sur la nature et la stratégie du parti provoquent une scission au début de l'année 1936. L'aile gauche du parti fonde le Parti républicain agraire et social, animé par Louis Guillon, le seul élu du parti à la Chambre depuis 1932. le parti est alors dirigé par le député de la Côte-d'Or élu en 1936 Pierre Mathé, qui regroupe l'aile droite du parti, après la mort de Fleurant Agricola. 
Le parti tente d'organiser à la Chambre des députés un groupe agraire, qui passe de 4 députés en juin 1936 à 11 en 1938.
L'action de Pierre Mathé s'observe par exemple en Lorraine. Lors de la campagne électorale de 1936, il vient à Verdun en tant que délégué à la propagande du parti, pour soutenir le candidat « national » Louis Mouilleseaux. Il participe à des réunions organisées par la Ligue de défense paysanne de la Meuse à Bar-le-Duc et à Verdun en novembre 1936, qui auraient rassemblé 3 000 paysans. Ses articles sont repris dans l'organe de la Ligue, Le Paysan lorrain, après juin 1936. La Ligue de défense paysanne, dirigée par Pol Marc, s'affilie d'ailleurs au parti agraire en 1939.
Après guerre, le Parti paysan s'est inspiré de lui.

## Sources

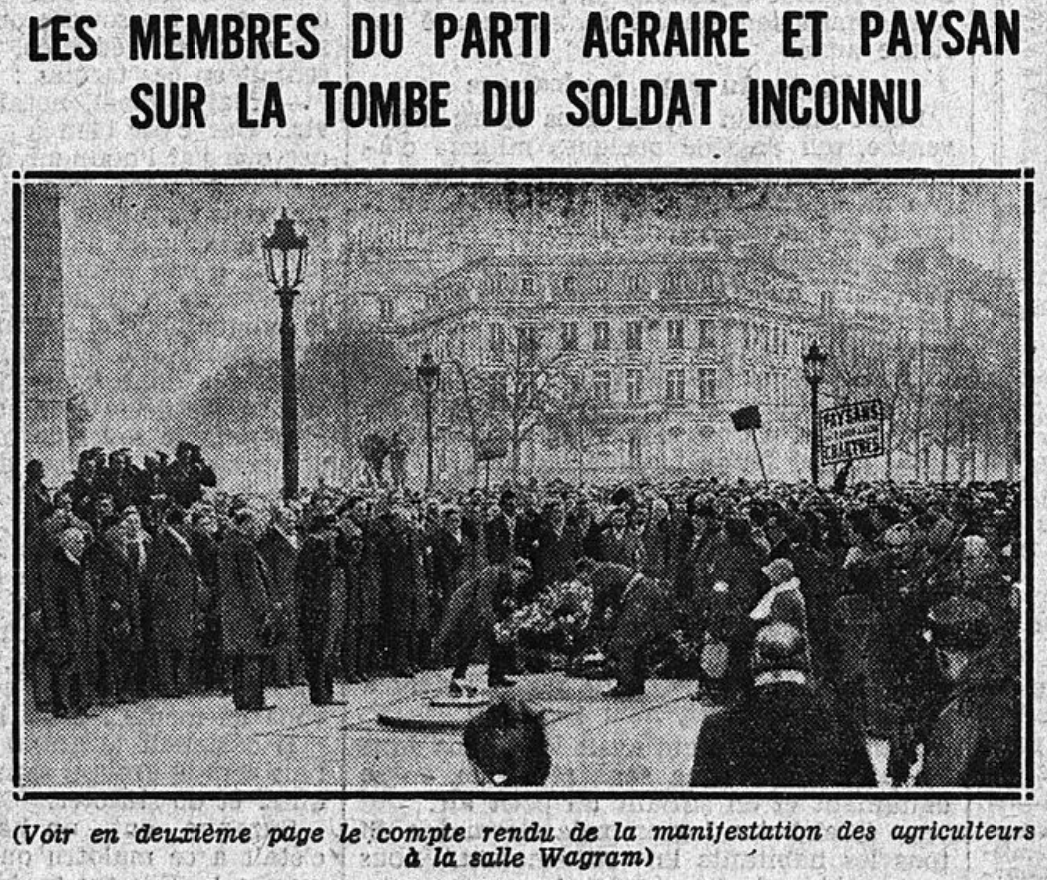
Manifestation du Parti agraire et paysan français sur la tombe du Soldat inconnu dans Le Petit Journal du 26 janvier 1933.

- Manifestation du Parti agraire et paysan français sur la tombe du Soldat inconnu dans Le Petit Journal du 26 janvier 1933.Jean-François Colas, Les droites nationales en Lorraine dans les années 1930 : acteurs, organisations, réseaux, thèse de doctorat, Université de paris X-Nanterre, 2002
- Marc Leclair, Le parti agraire et paysan français, 1928-1939, mémoire de maîtrise, Université de Paris X-Nanterre, 1974
- Robert Paxton, Le temps des chemises vertes; révoltes paysannes et fascisme rural 1929-1939, Paris, Ed. du Seuil, 1996
- Nicolas Varin, Le parti agraire et paysan français ( 1928-1936 ), IEP de Paris, mémoire pour le DEA en histoire, 1995
- Edouard Lynch, Moissons rouges: les socialistes français et la société paysanne durant l'entre-deux-guerres, 1918-1940, Presses Univ. Septentrion, 2002
- Henry Coston, Partis, journaux et hommes politiques d'hier et d'aujourd'hui, Lectures français, 1960
- Henri Mendras, Les paysans et la politique, Cahiers de la Fondation nationale des sciences politiques, A. Colin, 1958
- Ralph Schor, Histoire de la société française au XXe siècle, Belin, 2004
- Pierre Barral, Les Agrariens français de Méline à Pisani, A. Colin, 1968
- Xavier François-Leclanché, Les Gens de Villiers-sur-Tholon - Grande guerre et après-guerre (1914-1939), Perform, 2018  (ISBN 978-2-9527873-4-5)
- David Bensoussan, Le groupe agraire de la Chambre des députés sous le Front populaire (1936-1940) (Lire en ligne)